# Olympische Sommerspiele 1956/Leichtathletik – 110 m Hürden (Männer)

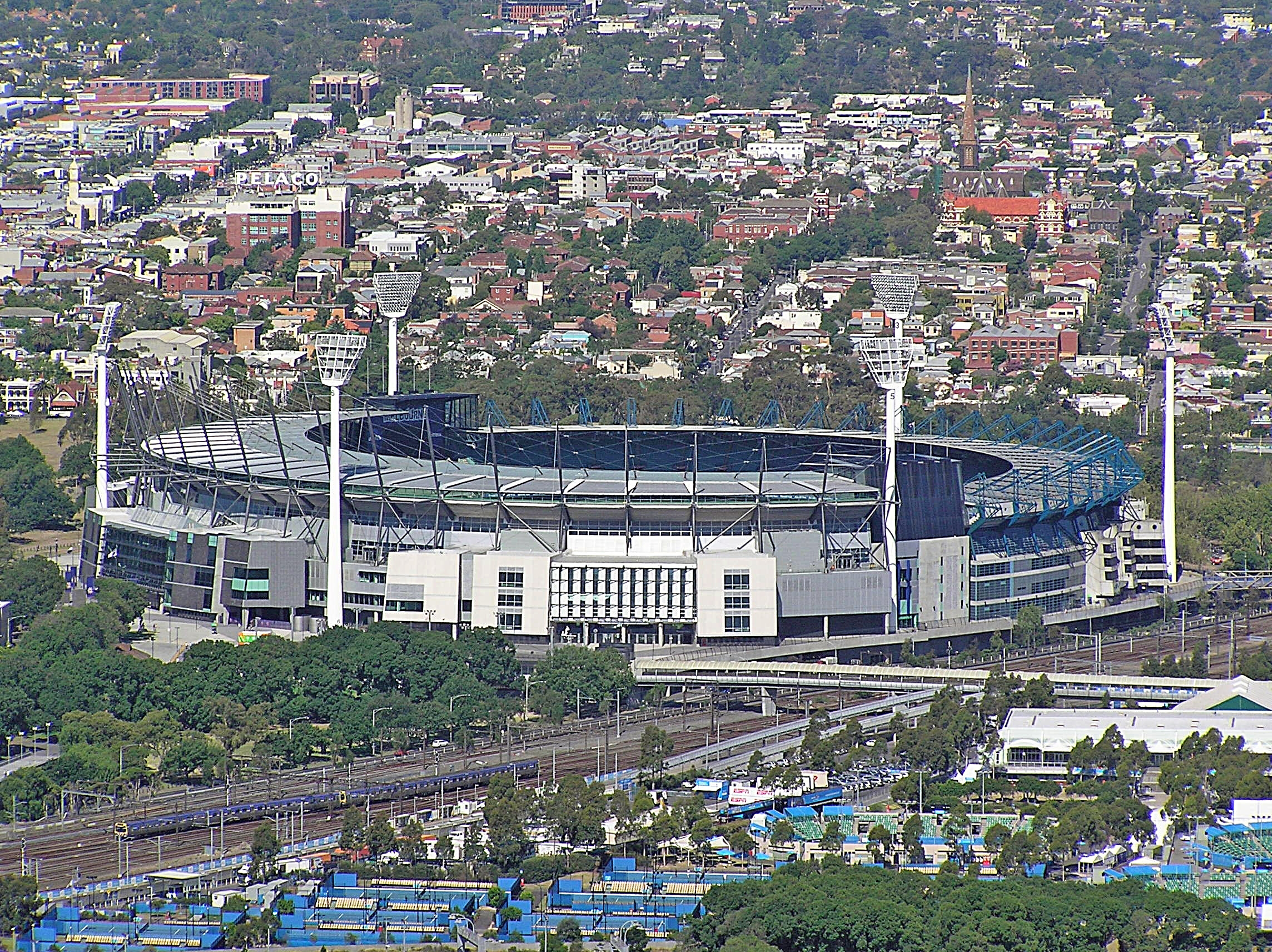
Melbourne Cricket Ground, Olympiastadion (hier im Jahr 2008)

Der 110-Meter-Hürdenlauf der Männer bei den Olympischen Spielen 1956 in Melbourne wurde am 27. und 28. November 1956 im Melbourne Cricket Ground ausgetragen. 24 Athleten nahmen teil.
Die US-Mannschaft feierte einen Dreifacherfolg. Lee Calhoun gewann vor seinen Teamkameraden Jack Davis und Joel Shankle.
Schweizer und österreichische Athleten nahmen nicht teil. Die beiden deutschen Teilnehmer überstanden ihre Vorläufe. Bert Steines scheiterte als Vierter in seinem Halbfinale, während Martin Lauer in den Endlauf einzog und hier Platz vier belegte.

## Rekorde

### Bestehende Rekorde
| Weltrekord         | 13,4 s | Jack Davis ( USA)       | Bakersfield, USA             | 22. Juni 1956 |
| Olympischer Rekord | 13,7 s | Harrison Dillard ( USA) | Finale OS Helsinki, Finnland | 24. Juli 1952 |
| Olympischer Rekord | 13,7 s | Jack Davis ( USA)       | Finale OS Helsinki, Finnland | 24. Juli 1952 |

### Rekordverbesserung
Die beiden erstplatzierten Athleten verbesserten den bestehenden olympischen Rekord im Finale am 26. November um zwei Zehntelsekunden auf 13,5 s. Den Weltrekord verfehlten sie dabei nur um eine Zehntelsekunde.
- Lee Calhoun (USA)
- Jack Davis (USA)

## Durchführung des Wettbewerbs
24 Athleten traten am 27. November zu vier Vorläufen an. Die jeweils drei bestplatzierten Läufer – hellblau unterlegt – qualifizierten sich für die Halbfinalrennen. Die beiden Vorentscheidungen und das Finale wurden am 28. November durchgeführt. Aus den Halbfinals erreichten die jeweils ersten Drei – wiederum hellblau unterlegt – das Finale.

## Zeitplan
27. November, 15:20 Uhr: Vorläufe

28. November, 14:30 Uhr: Halbfinale

28. November, 16:05 Uhr: Finale
Anmerkung: Alle Zeiten sind als Ortszeit von Melbourne (UTC + 10) angegeben.

## Vorläufe
Datum: 27. November 1956, ab 15:20 Uhr

### Vorlauf 1
| Platz | Name              | Nation      | Offizielle Zeit handgestoppt | Inoffizielle Zeit elektronisch |
| ----- | ----------------- | ----------- | ---------------------------- | ------------------------------ |
| 1     | Jack Davis        | USA         | 14,0 s                       | 14,17 s                        |
| 2     | Edmond Roudnitska | Frankreich  | 14,3 s                       | 14,49 s                        |
| 3     | Ghulam Raziq      | Pakistan    | 14,5 s                       | 14,65 s                        |
| 4     | Eamonn Kinsella   | Irland      | 14,6 s                       | 14,66 s                        |
| 5     | Ken Doubleday     | Australien  | 14,8 s                       | 14,98 s                        |
| 6     | Guillermo Zapata  | Kolumbien   | 15,3 s                       | 15,58 s                        |
| DNS   | Amadeo Francis    | Puerto Rico |                              |                                |

### Vorlauf 2
| Platz | Name                | Nation         | Offizielle Zeit handgestoppt | Inoffizielle Zeit elektronisch |
| ----- | ------------------- | -------------- | ---------------------------- | ------------------------------ |
| 1     | Lee Calhoun         | USA            | 14,1 s                       | 14,36 s                        |
| 2     | Stanko Lorger       | Jugoslawien    | 14,6 s                       | 14,75 s                        |
| 3     | Jean-Claude Bernard | Frankreich     | 14,7 s                       | 14,88 s                        |
| 4     | Jack Parker         | Großbritannien | 14,8 s                       | 15,00 s                        |
| 5     | John Chittick       | Australien     | 14,9 s                       | 15,18 s                        |
| 6     | Kalim Khawaja Ghani | Pakistan       | 16,1 s                       | 16,32 s                        |

### Vorlauf 3
| Platz | Name              | Nation                | Offizielle Zeit handgestoppt | Inoffizielle Zeit elektronisch |
| ----- | ----------------- | --------------------- | ---------------------------- | ------------------------------ |
| 1     | Joel Shankle      | USA                   | 14,0 s                       | 14,20 s                        |
| 2     | Bert Steines      | Deutschland           | 14,3 s                       | 14,59 s                        |
| 3     | Danie Burger      | Südafrikanische Union | 14,4 s                       | 14,59 s                        |
| 4     | Anatoli Michailow | Sowjetunion           | 14,5 s                       | 14,63 s                        |
| 5     | Keith Gardner     | Jamaika               | 14,6 s                       | 14,65 s                        |
| 6     | James Joyce       | Australien            | 14,7 s                       | 15,02 s                        |

### Vorlauf 4
| Platz | Name               | Nation         | Offizielle Zeit handgestoppt | Inoffizielle Zeit elektronisch |
| ----- | ------------------ | -------------- | ---------------------------- | ------------------------------ |
| 1     | Martin Lauer       | Deutschland    | 14,2 s                       | 14,41 s                        |
| 2     | Evaristo Iglesias  | Kuba           | 14,3 s                       | 14,52 s                        |
| 3     | Boris Stoljarow    | Sowjetunion    | 14,3 s                       | 14,54 s                        |
| 4     | Peter Hildreth     | Großbritannien | 14,5 s                       | 14,68 s                        |
| 5     | Ioannis Kambadelis | Griechenland   | 15,1 s                       | 15,28 s                        |
| 6     | Sri Chand Ram      | Indien         | 15,2 s                       | 15,40 s                        |

## Halbfinale
Datum: 28. November 1956, ab 14:30 Uhr

### Lauf 1
| Platz | Name              | Nation                | Offizielle Zeit handgestoppt | Inoffizielle Zeit elektronisch |
| ----- | ----------------- | --------------------- | ---------------------------- | ------------------------------ |
| 1     | Jack Davis        | USA                   | 14,0 s                       | 14,28 s0                       |
| 2     | Martin Lauer      | Deutschland           | 14,4 s                       | 14,57 s0                       |
| 3     | Stanko Lorger     | Jugoslawien           | 14,6 s                       | 14,73 s a                      |
| 4     | Evaristo Iglesias | Kuba                  | 14,6 s                       | 14,73 s a                      |
| 5     | Edmond Roudnitska | Frankreich            | 14,9 s                       | 14,87 s0                       |
| 6     | Danie Burger      | Südafrikanische Union | 15,0 s                       | 14,95 s0                       |

### Lauf 2
| Platz | Name                | Nation      | Offizielle Zeit handgestoppt | Inoffizielle Zeit elektronisch |
| ----- | ------------------- | ----------- | ---------------------------- | ------------------------------ |
| 1     | Lee Calhoun         | USA         | 14,0 s                       | 14,18 s                        |
| 2     | Joel Shankle        | USA         | 14,0 s                       | 14,23 s                        |
| 3     | Boris Stoljarow     | Sowjetunion | 14,5 s                       | 14,64 s                        |
| 4     | Bert Steines        | Deutschland | 14,5 s                       | 14,70 s                        |
| 5     | Ghulam Raziq        | Pakistan    | 14,6 s                       | 14,74 s                        |
| 6     | Jean-Claude Bernard | Frankreich  | 14,6 s                       | 14,78 s                        |

## Finale

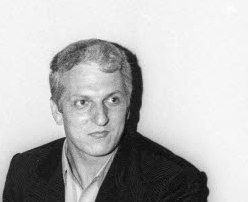
Martin Lauer (hier im Jahr 1971) belegte Rang vier
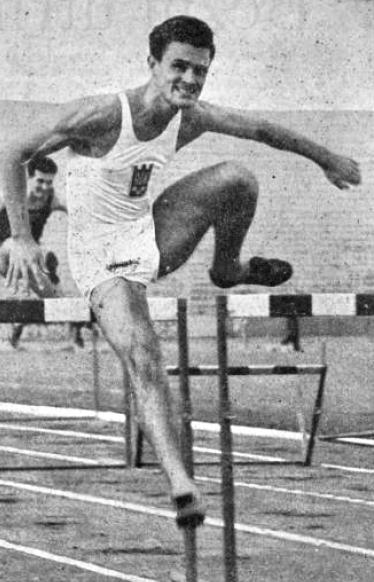
Stanko Lorger kam auf den fünften Platz

Datum: 28. November 1956, 16:05 Uhr
| Platz | Name            | Nation      | Offizielle Zeit handgestoppt | Inoffizielle Zeit elektronisch |
| ----- | --------------- | ----------- | ---------------------------- | ------------------------------ |
| 1     | Lee Calhoun     | USA         | 13,5 s OR                    | 13,70 s                        |
| 2     | Jack Davis      | USA         | 13,5 s OR                    | 13,73 s                        |
| 3     | Joel Shankle    | USA         | 14,1 s000                    | 14,25 s                        |
| 4     | Martin Lauer    | Deutschland | 14,5 s000                    | 14,67 s                        |
| 5     | Stanko Lorger   | Jugoslawien | 14,5 s000                    | 14,68 s                        |
| 6     | Boris Stoljarow | Sowjetunion | 14,6 s000                    | 14,71 s                        |

Als Weltrekordhalter war Jack Davis favorisiert für den Olympiasieg.
Im Finale ging Teamkamerad Lee Calhoun in Führung. Davis war nahe dran, doch konnte er nie die Lücke schließen. Der Vorsprung war mit drei Hundertstelsekunden äußerst knapp. Schon 1952 hatte Davis den Olympiasieg um nur neun Hundertstelsekunden verpasst, damals verlor er gegen Harrison Dillard. Wie vier Jahre zuvor stellten die beiden schnellsten Läufer einen neuen olympischen Rekord auf und wieder reichte es für Jack Davis nicht zur Goldmedaille.
Bronze ging an den dritten US-Amerikaner Joel Shankle vor dem Deutschen Martin Lauer, der am nächsten Tag zum Zehnkampf antrat und dort Platz fünf erreichte.
Lee Calhoun gewann im 13. olympischen Finale die elfte Goldmedaille für die USA.

Es war der insgesamt siebte Dreifacherfolg der USA über 110 Meter Hürden, der dritte davon in Folge.

Von 38 Medaillen – 1896 hatte es keinen dritten Platz gegeben – gewannen US-Läufer alleine 31.

## Videolinks
- Melbourne 1956 LEE CALLHOUN 110m Hurdles Athletics Olympic Summer Games, youtube.com, abgerufen am 14. August 2021
- Melbourne 1956 (Lee Calhoun) 110m Finale (Amateur Footage), youtube.com, abgerufen am 3. Oktober 2017